# Курода Ёситака
Курода Ёситака (яп. 黒田 孝高, 22 декабря 1546 — 19 апреля 1604), также известен под именем Курода Камбэй (яп. 黒田 官兵衛) — японский феодал (даймё) позднего периода Сэнгоку и раннего периода Эдо. Служил главным стратегом и советником у Тоётоми Хидэёси и был известен как человек больших амбиций.

## Ранние годы
Курода Ёситака родился в Химэдзи 22 декабря 1546 года в семье Куроды Мототаки. Клан Курода, как предполагается, ведёт своё начало из провинции Оми. Дед Ёситаки, Сигэтака, привёз семью в Химэдзи, где обосновался в замке Готяку (яп. 御着城), находящемся к востоку от замка Химэдзи.
Курода Сигэтака был вассалом Кодэры Масамото, правителя Химэдзи, и заслужил столь высокое признание, что его сыну Мототаке было дозволено жениться на приёмной дочери Масамото и принять имя Кодера.

## Карьера
Ёситака принял главенство в семье в 1567 году. В том же году он участвовал в осаде замка Инабаяма (позднее — замок Гифу), во время которой Ода Нобунага нанёс поражение клану Сайто из провинции Мино. Несколько лет спустя, когда клан Ода под предводительством Тоётоми Хидэёси вторгся в Тюгоку, Ёситака поклялся в верности Ода. Ёситака и уже больной в то время Такэнака Хамбэй служили стратегами у Хидэёси, планируя кампанию против клана Мори.
Незадолго до 1587 года Ёситака по приказу Тоётоми Хидэёси возглавил вторжение на Кюсю. Вместе с ним в кампании участвовал даймё-христианин Такаяма Укон. Увидев процветающую христианскую общину Кюсю и под влиянием Укона Ёситака принял крещение под именем Дон Симеон (яп. ドン・シメオン, порт. Dom Simeão). Но Тоётоми Хидэёси после посещения порта Нагасаки, контролировавшегося иезуитами, испугался растущего влияния иезуитов и христианских самураев и в 1587 году издал эдикт, запрещавший христианство, изгонявший миссионеров и требовавших от самураев отвергнуть христианскую веру.
Такаяма Укон отказался исполнить волю правителя и потерял свои земли, а Ёситака отказался от своей новой религии и принял монашеский обет под именем Дзёсуи (яп. 如水). Считается, что он использовал португальское имя «Josué» (Иешуа). Наиболее значимым событием в его недолгой христианской жизни стало спасение иезуитской миссии в провинции Бунго, когда даймё-христианин этой провинции Отомо Сорин был атакован кланом Симадзу.

## Поздние годы
После смерти Тоётоми Хидэёси Ёситака участвовал в битве при Сэкигахаре, но оказался на проигравшей стороне. Ему наследовал сын Курода Нагамаса, воевавший на стороне противника, а сам Ёситака после этого умер в 1604 году.